# キム・キュジョン
キム・キュジョン（Kim Kyu Jong, 1987年2月24日 - ）は、韓国の男性歌手。アイドルグループSS501のメンバー。CI ENT 所属。

## 人物
- 全羅北道全州市出身
- 身長：182 cm[1]
- 体重：65 kg[1]
- ABO式血液型：A型[2]
- 家族構成：父、母、妹
- 全北大学校師範大学付属高校卒業
- 百済芸術大学実用音楽科在学中
- 2006年8月末から2007年4月まで、ホ・ヨンセンに代わってSBS FMラジオ「SS501のヤングストリート」の正式DJを務めていた。
- 特技はマジック[2]。
- 趣味は映画鑑賞、詩集を読むこと、旅行[2]。
- 自称「SS501の中心」。日本でもデビュー前～直後は自称「SS501の中心」と言っていたが、途中から自称「SS501の光」に変わった。本人は「光」と言うのが恥ずかしいらしい。
- 犬が苦手。
- とても手が綺麗で、それが自慢らしい。
- 和食で好きなものは牛丼。嫌いなものは梅干し。
- 2010年7月、近視のためレーシック手術を受けた。
- 2010年6月4日DSPメディア契約満了後、ホ・ヨンセンと共にB2M Entertainmentに移籍する。
- 2011年6月11日から2011年7月2日（ギュジョン出演は同年26日まで)まで京都南座で行われる、ミュージカル宮日本公演にて主人公イ・シン役でミュージカルデビューする。2011年9月16日～2011年10月22日韓国で再演されるミュージカル「宮（クン）」でも皇太子イ・シン役を演じる。
- 2011年9月27日ミニアルバム「TURN ME ON」でソロデビューカムバック。
- 2011年11月4日日比谷公会堂にて1stﾌｧﾝﾐｰﾃｨﾝｸﾞ｢Young Saeng + Kyu Jong's 1st Story～Y.E.S & ThanKYU JAPAN ～ FC｣。
- 2011年12月7日CSTV『コ・ボンシル女史救出』制作発表に出席（ニッキー役）。
- 2011年12月24日 - 30日 東京国際フォーラムホールCで行われる『ミュージカル・宮』東京公演に皇太子イ・シン役で出演。
- 2012年1月7日『コ・ボンシル女史救出』第7話より出演。
- 2012年5月2日 SHIBUYA-AXにてFan Meeting 2012。
- 2012年6月1日 7月入隊を発表。
- 2012年6月3日 韓国ファンミーティング「Thank U ThanKYU with TripleS」（SS501のメンバー全員が合流）。
- 2012年7月18日 2nd Mini Album 「Meet Me Again」リリース。
- 2012年7月23日 全州 35師団訓練所に入隊。 4週間の基礎軍事訓練の後、公益勤務要員として服務予定。

## ソロ

### 日本
- 光 (2007年8月 Kokoro <初回限定盤 ギュジョン Version>)

### 韓国
- Never Let You Go（2008年11月 U R Man）
- Wuss Up（2009年6月 COLLECTION）
- Confession(서툰 고백)（2010年4月）

## ソロミニアルバム

### 韓国
- TURN ME ON(2011年9月)
- Meet Me Again(2012年7月)

## フィーチャリング

### 韓国
- RAINY HEART（비가 내리던 그 어느날）（2011年5月 Song by ホ・ヨンセン）

## 出演作品

### バラエティ
- 食神遠征隊（MBCエブリワン 2008年11月 - 2009年4月）

### テレビドラマ
- 孤独のグルメ Season7 第10話    （2021年6月16日、テレビ東京）  - サラリーマン客 役

### MV
- 여자는 그래…/女はそう… （Song by キム・ドンヒ）